# Plagiolepis vindobonensis
Plagiolepis vindobonensis – gatunek mrówki z podrodziny Formicinae. Gatunek bywa uważany za młodszy synonim Plagiolepis taurica lub Plagiolepis pygmaea. Nazwa gatunkowa pochodzi od łacińskiej nazwy Wiednia (Vindobona), skąd został po raz pierwszy opisany.

## Występowanie
Gatunek palearktyczny, rzadki, opisywany z Austrii, Niemiec, Czech, Słowacji, Chorwacji, Grecji, Belgii, Czarnogóry, Rumunii. Gatunek bardzo rzadki.

## Biologia
Tworzy kolonie poligyniczne. Kolonie zakładane są pod płaskimi kamieniami lub w szczelinach skalnych.